# Tennman Records
Tennman Records é uma gravadora estadunidense criada como uma joint venture entre Justin Timberlake e a Interscope Records.